# Accra viridis
Accra viridis is een vlinder van de familie van de bladrollers (Tortricidae). De wetenschappelijke naam van deze soort is voor het eerst voorgesteld als Argyrotoxa viridis door Thomas de Grey Walsingham in een publicatie uit 1891.
De soort komt voor in Ghana, Nigeria, Kameroen, Gabon, Congo-Kinshasa en Oeganda.